# 渡邊橋站
渡邊橋站（日语：／ Watanabebashi eki */?）是一個位於日本大阪府大阪市北區中之島三丁目，屬於京阪電氣鐵道（京阪）中之島線的鐵路車站。車站編號為KH53。

## 車站構造
島式月台1面2線的地底車站。閘機位於地下2樓，月台位於地下3樓。
與地下鐵四橋線的肥後橋站（4號出入口）通過中之島地下街連結，是中之島線車站當中唯一只限地下通道與其他鐵路車站轉乘的。2009年2月19日尾班車後，伴隨新朝日大樓的拆除，與肥後橋站的聯絡通道關閉，在中之島節日塔東棟竣工前的2012年11月1日，有3年8個月時間不能通行。之後肥後橋站4號出入口為了進行無障礙化工程由2015年5月3日起關閉至2017年4月16日，期間前往肥後橋站需上至地面步行。

### 月台配置
| 月台 | 路線     | 目的地                         |
| ---- | -------- | ------------------------------ |
| 1    | 中之島線 | 京橋、枚方市、三條、出町柳方向 |
| 2    | 中之島線 | 往中之島                       |

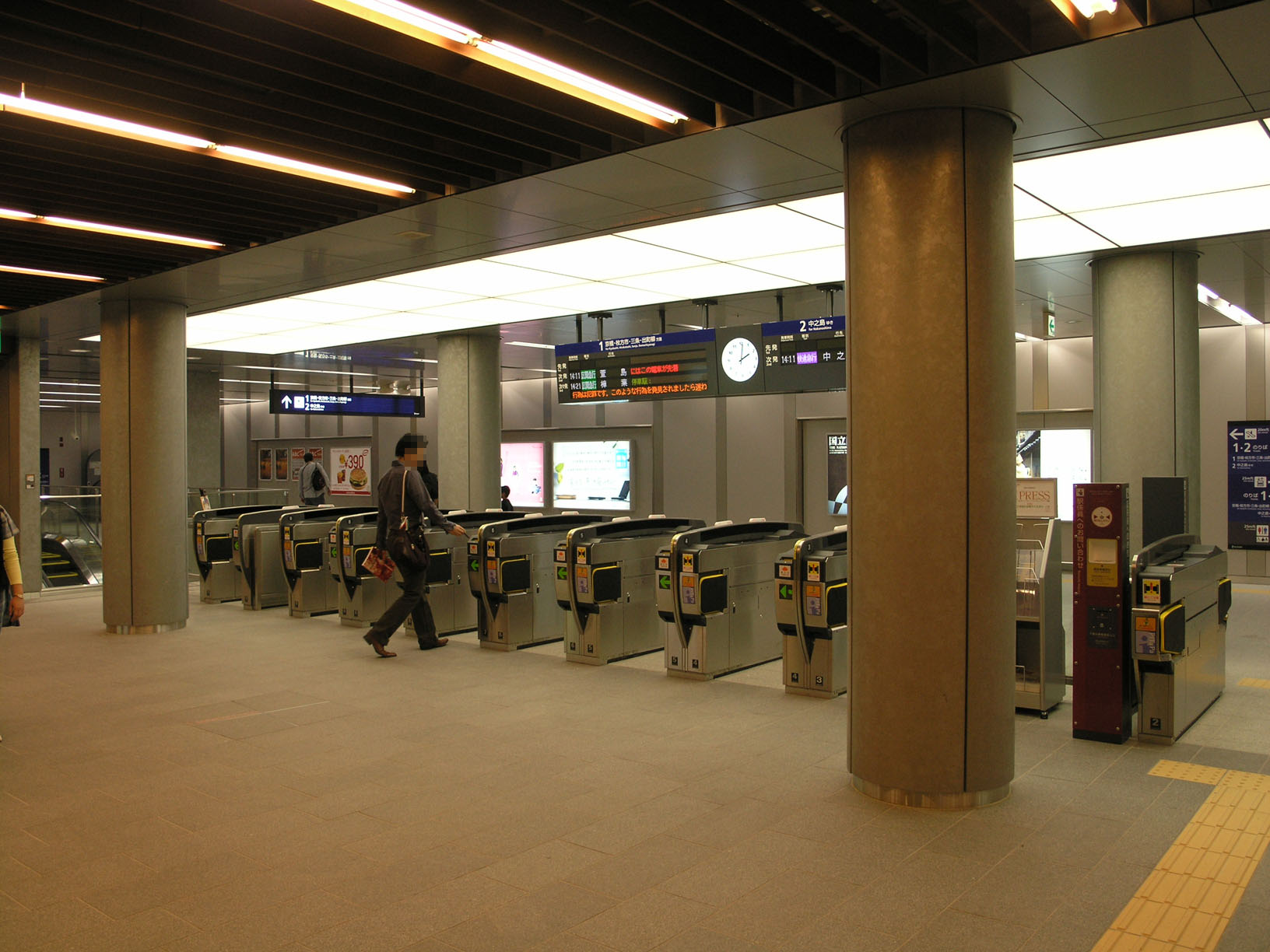
閘口（2008年10月19日）

## 使用情況
2018年（平成30年）度特定日1日上下車人次為10,868人。
車站開業後特定日的上下、上車人次如下表。
| 年度   | 特定日   | 特定日     | 特定日   | 1日平均 上車人次 | 來源   |
| 年度   | 調查日   | 上下車人次 | 上車人次 | 1日平均 上車人次 | 來源   |
| ------ | -------- | ---------- | -------- | ---------------- | ------ |
| 2008年 | 11月11日 | 7,304      | 3,473    | 3,537            | [ 4 ]  |
| 2009年 | 11月10日 | 8,373      | 4,009    | 3,492            | [ 5 ]  |
| 2010年 | 11月09日 | 8,902      | 4,228    | 4,107            | [ 6 ]  |
| 2011年 | 11月01日 | 8,988      | 4,162    | 4,286            | [ 7 ]  |
| 2012年 | 10月31日 | 8,963      | 4,106    | 4,266            | [ 8 ]  |
| 2013年 | 11月12日 | 9,493      | 4,381    | 4,283            | [ 9 ]  |
| 2014年 | 11月11日 | 9,878      | 4,630    | 4,625            | [ 10 ] |
| 2015年 | 11月10日 | 10,025     | 4,616    | 4,855            | [ 11 ] |
| 2016年 | 11月08日 | 10,488     | 5,029    | 4,881            | [ 12 ] |
| 2017年 | 11月07日 | 11,014     | 5,004    | 5,533            | [ 13 ] |
| 2018年 | 11月06日 | 10,868     | 4,818    | 5,293            | [ 14 ] |

## 相鄰車站
京阪電氣鐵道
 中之島線（中之島－京橋不論類別皆為各站停車）
■通勤快急（只限平日下行運行）、■快速急行（只限平日運行）、■通勤準急（只限平日下行運行）、■準急（只限平日運行）、■區間急行、■普通
中之島（大阪國際會議場）（KH54）－渡邊橋（KH53）－大江橋（KH52）

## 外部連結
- 渡邊橋 - 京阪電氣鐵道
- 渡邊橋 中之島高速鐵道 （页面存档备份，存于）